# البيناس
بلدية البينس (بالكاتالانية: Alpens) هي إحدى بلديات مقاطعة برشلونة، والتي تقع في منطقة كاتالونيا، شرق إسبانيا.
يبلغ عدد سكانها 303 نسمة وفقاً لإحصائية سنة (2007).